# Адам ван Коверден
Адам ван Коверден  (англ. Adam Van Koeverden, 29 січня 1982) — канадський веслувальник, олімпійський чемпіон.

## Виступи на Олімпіадах
| Олімпіада   | Дисципліна                     | Місце |
| ----------- | ------------------------------ | ----- |
| Афіни 2004  | байдарка, 500 метрів           | 1     |
| Афіни 2004  | байдарка, 1000 метрів          | 3     |
| Пекін 2008  | байдарка, 500 метрів           | 2     |
| Пекін 2008  | байдарка, 1000 метрів          | 8     |
| Лондон 2012 | байдарка-одиночка, 1000 метрів | 2     |